# Ralf Hertel
Ralf Hertel (* 1973) ist ein deutscher Anglist.

## Leben
Er lehrte auch an der FU Berlin, der Humboldt-Universität zu Berlin und der Universität Hamburg und war auch als Journalist für die Süddeutsche Zeitung tätig. Im Jahr 2015 war er Gastprofessor an der Academia Sinica. Er wurde 2015 zum Professor für Englische Literatur an der Universität Trier ernannt.
Seine Hauptbereiche in Lehre und Forschung sind angloasiatische Begegnungen, asiatisch-kanadische Literatur und Kultur, Shakespeare und England der Frühen Neuzeit, zeitgenössische Literatur/neue englische Literaturen und Sinnlichkeit in der Literatur.

## Schriften (Auswahl)
- Tanztexte und Texttänze. Der Tanz im Gedicht der europäischen Moderne. Eggingen 2002, ISBN 3-86142-258-1.
- Making Sense. Sense Perception in the British Novel of the 1980s and 1990s. Amsterdam 2005, ISBN 90-420-1864-X.
- Staging England in the Elizabethan History Play. Performing National Identity. Farnham 2014, ISBN 1-4724-2049-7.
- als Herausgeber mit Michael Keevak: Early encounters between East Asia and Europe. Telling failures . London 2017, ISBN 978-1-4724-8167-2.